# Ellera (Albisola Superiore)
Ellera is een plaats (frazione) in de Italiaanse gemeente Albisola Superiore.